# Jöns Grubb
Jöns Eriksson Grubb, född 1609, död 13 januari 1690 i Örebro. var en svensk bergsfogde, handelsman och brukspatron.

## Biografi
Jöns Grubb var gift första gången med Anna Helsingia (född 1612), som var dotter kyrkoherden i Örebro, prosten Petrus Mattise Helsingius, och andra gången med N. N. Matsdotter, dotter till bruksägaren i Kråkfors Mats Andersson. Med sin första hustru fick han sex barn, däribland sonen Johan Grubb (död 1710) som adlades under namnet Grubbensköld 1693, sonen Mathias Grubb (död 1715) som blev häradshövding i Blekinge och dottern Anna Jönsdotter Grubb, gift med brukspatron Johan Olofsson Norijn, och därmed stammor för de adliga ätterna Nordenfeldt och Nordensvärd.
Grubb blev häradsskrivare i Västra Närke tidigt på 1640-talet samtidigt som han bedrev handel med stångjärn. 1646 begärde och erhöll han från magistraten i Örebro tillstånd att bedriva sådan handel i mindre skala mot erläggande av viss årlig avgift till staden. Han var dessutom befallningsman och slottsfogde på Örebro slott. När den tidigare fogden i Västernärke Anders Larsson stod i skuld och inte kunde skaffa löftesmän blev han 1653 erbjuden av landshövding Gustaf Soop att ta över under förutsättning att han ordnade erforderlig borgen. Grubb tillträdde som fogde i Västernärke under våren 1653 och från någon gång under 1655 fungerade han även som bergsfogde över Lekebergslagen. Grubb kom emellertid i allvarlig dispyt med allmogen i Edsbergs härad och anklagades av länsmannen i häradet för att ta mutor från bergslagen, vilket medförde att han fick lämna tjänsten. Han ersattes 1656 av Sven Jacobsson Svart, som var borgmästare i Askersund. Ganska snart fann denne uppgiften för vidlyftig och året därpå ersattes han av Michel Bengtsson som häradsfogde i Västernärkes fögderi. Grubb kvarstod dock som bergsfogde och tiondeskrivare i Lekeberg och Karlskoga bergslager fram till 1670-talets slut, då hans svärson Johan Norin tog över.
Den tidigare fogden Anders Larsson som drev Kråkfors hammare vid Gropen i Svartån fick stora ekonomiska problem under 1650-talet och Grubb, som då genom sin hustru blivit delägare i hammaren, gick in och betalade Larssons skulder mot säkerhet i dennes del i hammaren. I början av 1660-talet stod Grubb som ensam ägare till hammaren. Grubb skaffade sig tillstånd att bygga en hammare vid Svartåns utlopp från Lill-Björken och erhöll privilegium i mars 1658, då hammaren troligen redan var igång i vid Lillbjörken i Svartå. Året därpå erhöll Grubb tillsammans med ett antal bergsmän privilegium på en masugn i Medskogs ström, som var den gamla och naturliga förbindelsen mellan de båda Björkensjöarna. Han kunde dock inte komma överens med innehavaren av Medskogs hemman utan fick plocka bort det han fört till platsen och i stället bygga upp masugnen mittemot hammaren vid Svartåns utlopp till Lill-Björken. Bergsmännen, eller torparna som de senare kallades, backade ur och det dröjde ända till säsongen 1666–1667 innan masugnen kom igång. Grubb fick 1666 privilegium på ytterligare en hammare, denna gång Munkfors hammare på en ö i Letälven vid Åtorp. Munkfors hammare byggdes visserligen upp och kom med förseningar igång men läget var inte bra och den drabbades av återkommande olyckor. Hammaren flyttas småningom till Svartå, där den blev Svartå övre hammare. Grubb var från slutet av 1640-talet bosatt i Örebro. Han avled i januari 1690 och bestods en tryckt begravningsskrift enligt tidens sedvänja i vilken han benämns bruksförvaltare. Hans hustru avled i augusti 1699. Grubb är begravd i Örebro kyrka. Sönerna gick i kronans tjänst liksom mågarna och nådde alla framstående befattningar. I Svartåverken ingick under Grubbs tid en smedja med hammare och två härdar vid Svartå. Munkfors bruk vid Letälven och Kråkfors hammare vid Kvistbro kyrka samt delar av Klinkhyttegruvan och Kierrgruvan på Guldsmedsbodaberget. Av ståthållaren över Närke Jost Kursells dotter Maria Elisabet köpte han omkring 1660 den Kurellska gården i Örebro.
Efter att Jöns Grubb avled 1690 drevs egendomen av arvingarna innan kammarrådet Albin Möller, adlad Grundelstierna, och Grubbs svärson Henrik Heerdhielm övertog verksamheten 1695, de sålde sedan 1698 verksamheten vidare till brukspatron Reinhold Tersmeden.
Till Kvistbro kyrka där Kråkfors hammare var belägen skänkte han en ny predikstol i barockstil och till kyrkan i Örebro skänkte han en ljusarm.
Enligt Adelsvapen har Jöns Eriksson Grubb en koppling till den gamla norrländska Grubbsläkten men denna uppgift är troligen felaktig och i Svenskt Biografiskt Lexikon, nämns ingen sådan anknytning och det betonas där att ingen koppling finns till andra Grubb-släkter, detta gäller även i de skrifter som behandlar Svartå bruk. I begravningsskriften från 1690 finns inget om Grubbs ursprung annat än att han arbetat sig upp ur fattigdom.